# Nishida Yoshihiro
Yoshihiro Nishida (sinh ngày 30 tháng 1 năm 1973) là một cầu thủ bóng đá người Nhật Bản.

## Sự nghiệp câu lạc bộ
Yoshihiro Nishida đã từng chơi cho Sanfrecce Hiroshima, Kyoto Purple Sanga, Avispa Fukuoka, Tokyo Verdy và Consadole Sapporo.